# Golovik
Golovik (olaszul: Gallovici) falu Horvátországban, Tengermellék-Hegyvidék megyében. Közigazgatásilag Mošćenička Dragához tartozik.

## Fekvése
Fiume központjától 22 km-re, községközpontjától 5 km-re délnyugatra a Tengermelléken, az Isztriai-félsziget északkeleti részén, az Učka-hegység lejtőin fekszik. Több szétszórt hegyi településből áll, lakói földjeiket teraszosan művelik.

## Története
1880-ban 210, 1910-ben 240 lakosa volt. Az első világháború után az Olasz Királyság szerezte meg ezt a területet, majd az olaszok háborúból kilépése után 1943-ban német megszállás alá került. 1945 után a területet Jugoszláviához csatolták, majd ennek széthullása után a független Horvátország része lett. 2011-ben a falunak 80 lakosa volt.

## Lakosság
| Lakosság változása | Lakosság változása | Lakosság változása | Lakosság változása | Lakosság változása | Lakosság változása | Lakosság változása | Lakosság változása | Lakosság változása | Lakosság változása | Lakosság változása | Lakosság változása | Lakosság változása | Lakosság változása | Lakosság változása | Lakosság változása |
| ------------------ | ------------------ | ------------------ | ------------------ | ------------------ | ------------------ | ------------------ | ------------------ | ------------------ | ------------------ | ------------------ | ------------------ | ------------------ | ------------------ | ------------------ | ------------------ |
| 1857               | 1869               | 1880               | 1890               | 1900               | 1910               | 1921               | 1931               | 1948               | 1953               | 1961               | 1971               | 1981               | 1991               | 2001               | 2011               |
| 0                  | 0                  | 210                | 224                | 269                | 240                | 0                  | 0                  | 138                | 154                | 148                | 133                | 101                | 90                 | 81                 | 80                 |

## Nevezetességei
- Szent Miklós tiszteletére szentelt temploma középkori eredetű, mai egyszerű formáját a későbbi átépítések során kapta. Négyszög alaprajzú épület, nyitott harangtornya a homlokzat felett magasodik.
- A faluból a tengerpart felé vezető út mellett Golovik és Blažići között találhatók az egykori Szentháromság templom maradványai.